# Station Ulriksdal
Ulriksdal is een station van het stadsgewestelijk spoorwegnet van Stockholm in de gemeente Solna op 7,1 kilometer ten noorden van Stockholm-Centraal aan de oostkustlijn.

## Geschiedenis
Het station werd in 1866 geopend als halte aan de noordelijke hoofdlijn die in 1942 opging in de oostkustlijn. Aanvankelijk had het station de naam Järva, maar om verwarring met de stations Järna en Järle te voorkomen werd het station in 1921 Uriksdal genoemd. In 1919 werd de paardenrenbaan van Ulriksdal naast het station geopend. Onzekerheid over de bevolkingsontwikkeling in het gebied betekende dat het station slechts kleine veranderingen onderging toen de voorstadstreinen in 1968 onder beheer van SL kwamen. Net ten noorden van station Ulriksdal werd in 1941 de zogeheten kruitlijn aangesloten op het spoorwegnet. Deze 3 km lange geheime zijlijn voor militaire doeleinden liep ongeveer via de Gunnarbovägen naar een munitiedepot op de zuidhelling van de Igelsbacken en heeft tot het einde van de jaren 80 van de 20e eeuw dienst gedaan.
Het oude stationsgebouw werd in 1979 door brand beschadigd en begin 1980 gesloopt. Pas in 1990, nadat de lijn was uitgebouwd tot vier sporen, werd in augustus een modern forensenstation met een voetgangerstunnel in gebruik genomen.

## Ligging en inrichting
Het station heeft een eilandperron met op de noordkop een stationsgebouw met kaartverkoop dat toegankelijk is vanuit een voetgangerstunnel. Vroeger was ook een toegang aan de zuidkant bij Ritorp, maar deze werd verwijderd omdat ze verroest was. De stad Solna beloofde dat er een nieuwe opgang naar het perron zou worden gebouwd. Deze belofte is nog niet ingelost, ondanks een duidelijke toename van de woningbouw in het gebied.
Het aantal reizigers op een gemiddelde winterdag wordt geschat op 3.600 (2015).

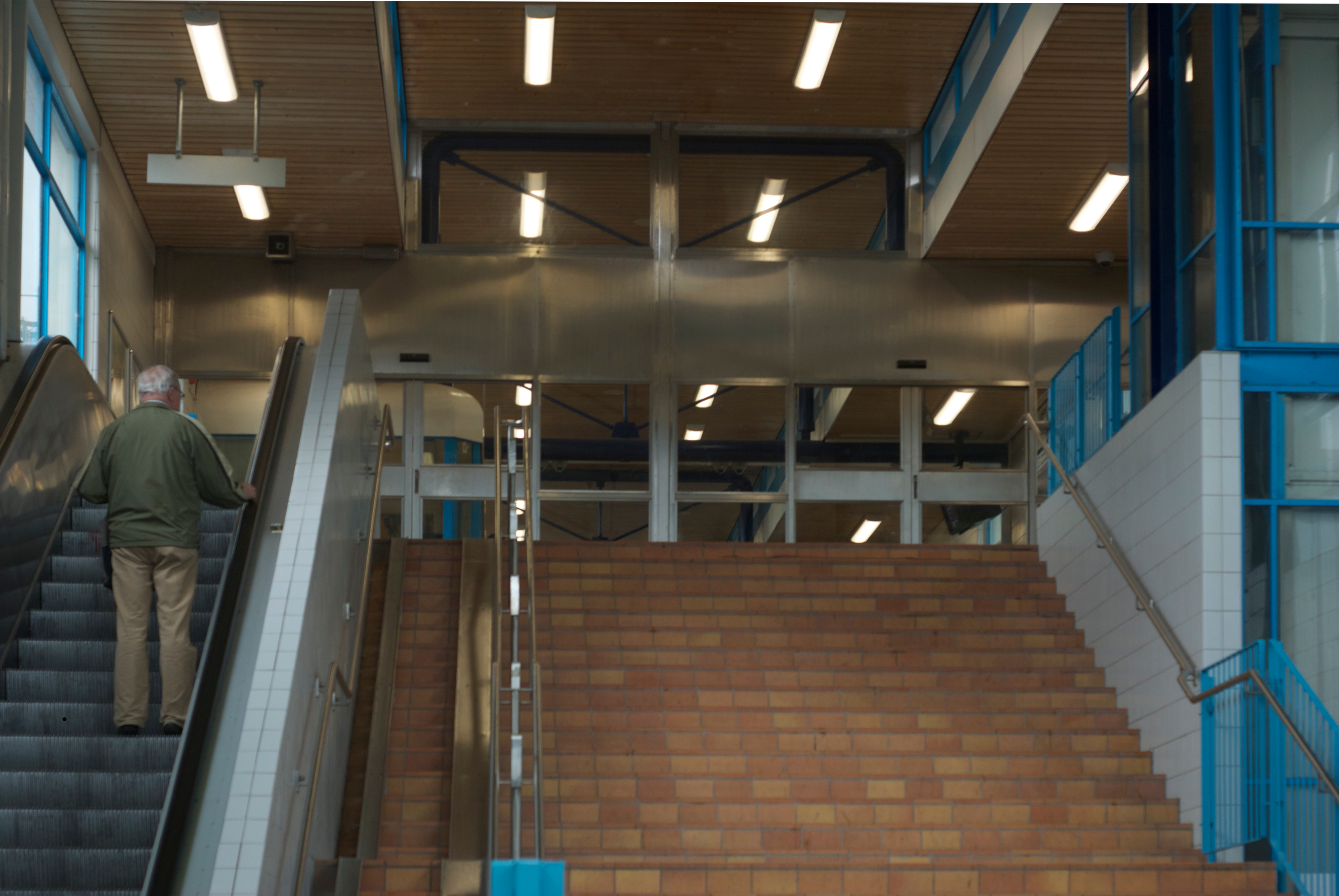
Tussen voetgangerstunnel en stationshal.
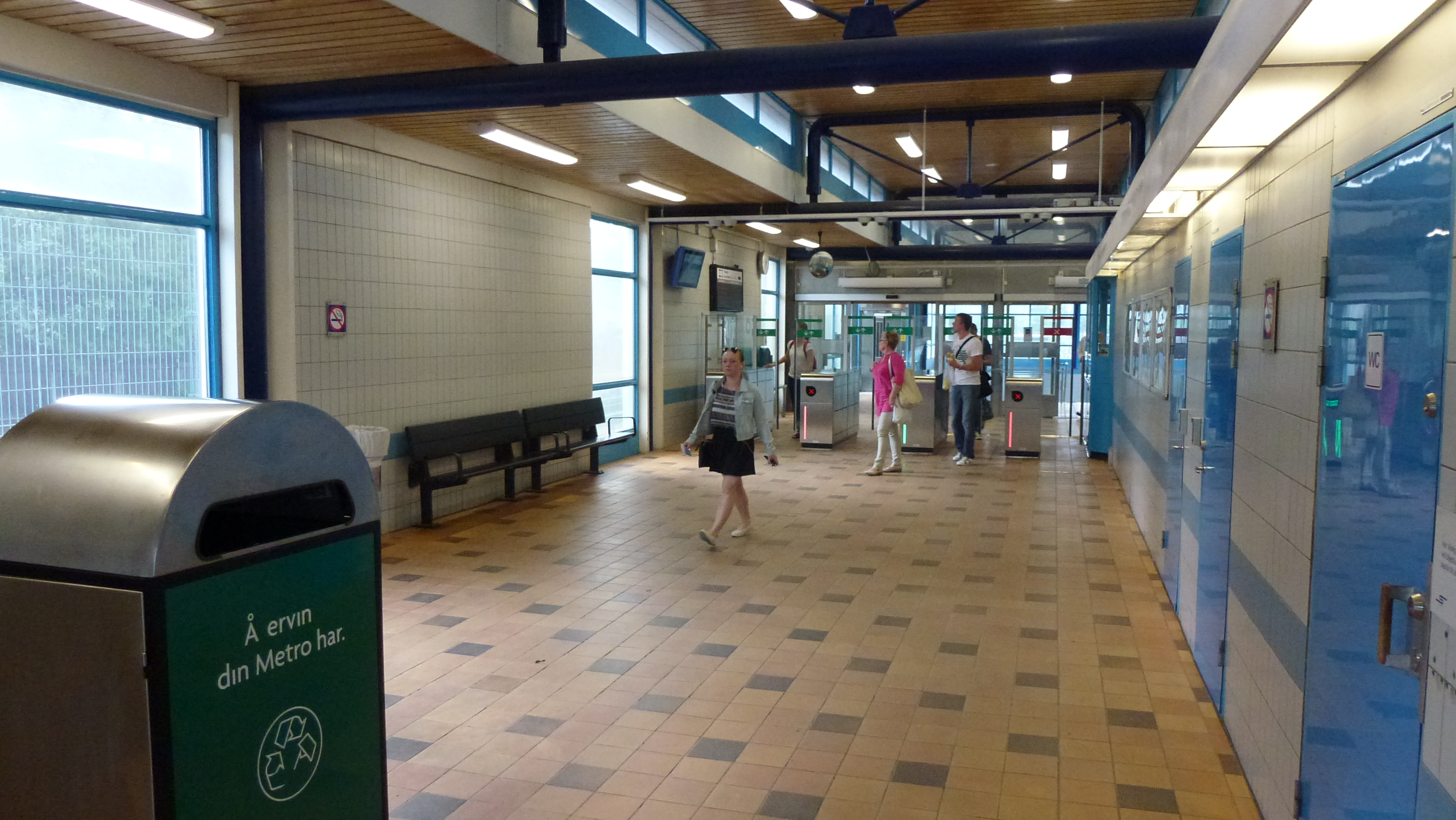
Interieur van de stationshal.
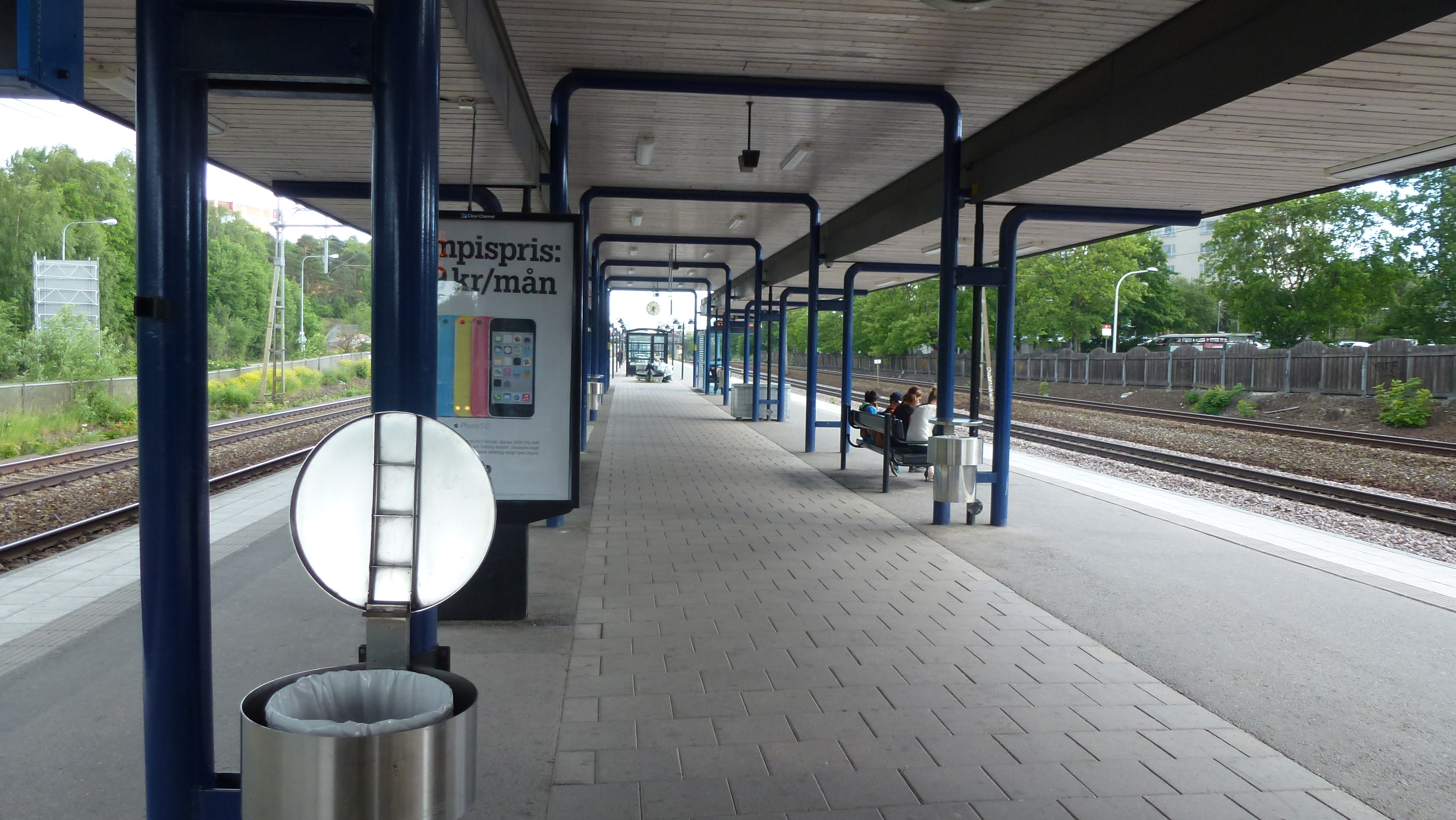
Het perron gezien uit de stationshal.